# 山都そば
山都そば（やまとそば）は福島県喜多方市山都町の名産品、郷土料理。蕎麦である。古くは宮古そばと呼ばれていた。山都そばの食し方の1つである水そば（みずそば）についても本項で述べる。

## 概要
つなぎを使わない、蕎麦粉100%を手打ちする蕎麦である。さわやかな香りとのどごしが特徴。
2025年2月時点では、山都町には12軒の店で山都そばを提供している（2016年9月時点では21軒あった）。
山都駅近くの飯豊とそばの里センターには「そば伝承館」「そば資料館」「雪室」などがあり、山都そばの歴史や製法を学べると共に、蕎麦打ち体験や実食を体験することができる。

## 歴史

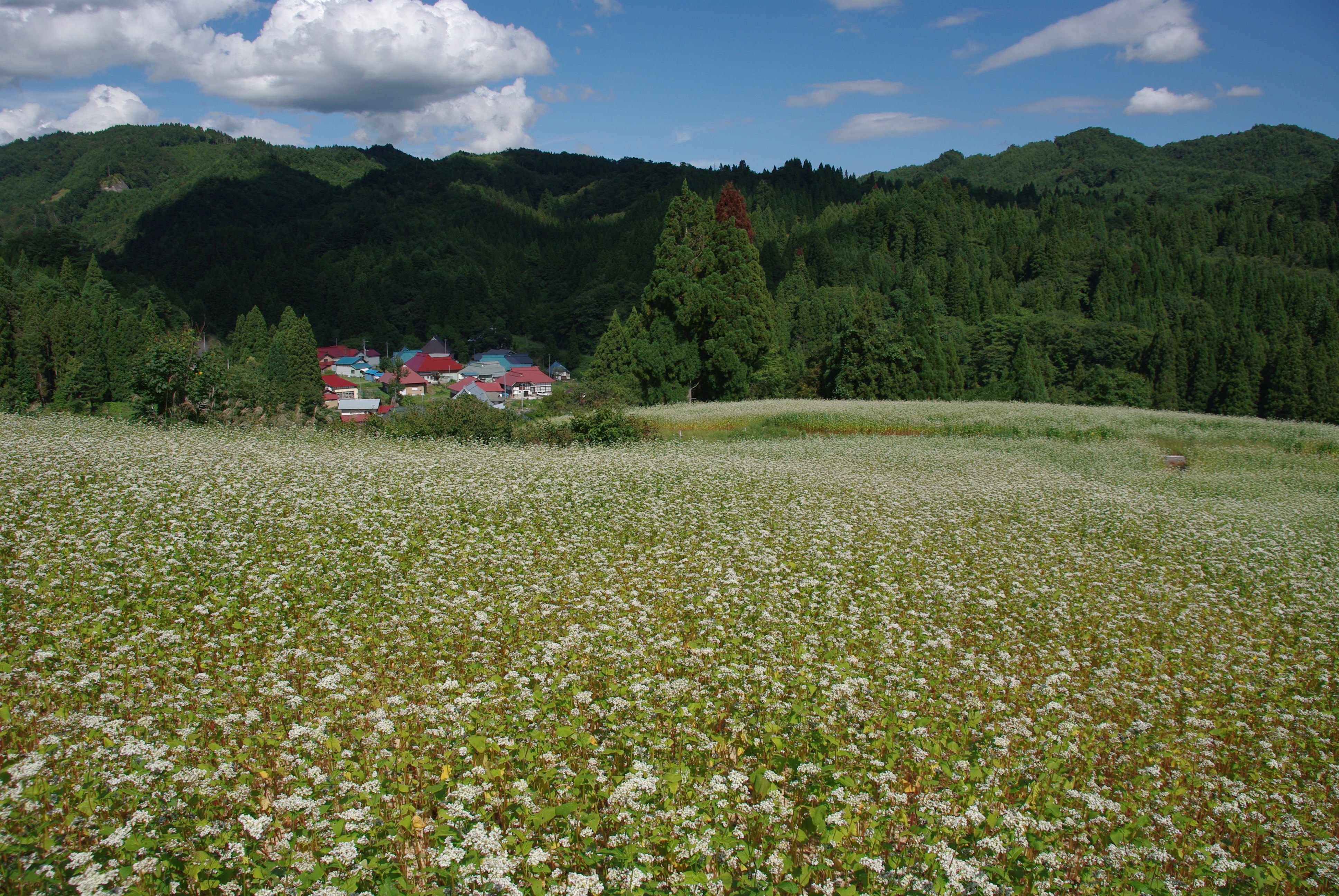
喜多方市山都町宮古の蕎麦畑

山都町では、自宅で打った蕎麦をハレの日や来客のもてなしとして供する風習があった。
中でも山都町の宮古地区は稲作には適していなかったため古くからソバが主食であった。日中と朝晩の寒暖差が大きいことと、飯豊山の万年雪から解け出す伏流水とがソバの育成には適しており、良質なソバの産地として知られていた。
昭和50年代に県道工事などが盛んになると工事関係者や福島県職員が宮古地区を訪れる機会が増え、その人たちが宮古地区で食べた蕎麦をもう一度食べたいと評判を呼び、福島県庁の議員食堂や「知事のそば会」などで宮古そばが提供されるようになり、人気に火が付いた。宮古地区の農家で輪番制によって宮古そばを提供する店を開いたものの、当初は完全予約制であり、宮古地区が市街地から遠く離れていることと併せて「幻のそば」と呼ばれるようになった。
1984年（昭和59年）から山都町商工会（現・きたかた商工会）は地域振興事業として宮古そばに着目し、東京から講師を招いた「そば大学」を開くと共に、蕎麦打ちの技術を磨き、山都そばとしてブランドを確立させた。
産地の宮古地区の店には、古くからの名称である「宮古そば」を掲げる店もある。2000年代初め頃時点では、宮古集落の約30戸のうち13戸がそばを提供する予約制の農家食堂を開いていた。
2023年3月には文化庁の100年フード「伝統部門」に認定された。

## 特色
- 蕎麦粉は製粉の歩溜まりを約70%として、甘皮などの外層部分が少ない一番粉を中心に使用する[1]。
- 十割の蕎麦粉を湯ごねと水ごねを併用した手打ち生そばとして打つ[1]。
  - このため、山都そばは白っぽい蕎麦に仕上がり、コシがあり、歯ごたえがしっかりしている[1]。

## 水そば
水そばは宮古地区で始まったとされる蕎麦の食べ方。冷水に泳がせた蕎麦をツユなどを用いずにそのまま食す。蕎麦そのものの風味が楽しめるとされる。
各家庭で打った蕎麦のゆで具合を確認するため、蕎麦を水で洗って味見したことに由来するとされる。宮古地区でも冷たい水そばが常食されていたわけではなく、温かい出汁をつかったかけ蕎麦を食すことも多い。

## 山都三大そばまつり
毎年10月に開催される「新そばまつり」をはじめとして、3月に「寒ざらしそばまつり」、7月に「雪室熟成そばまつり」が開催され、1年を通して山都そばのPR活動が行われている。
コロナ禍前には年間で約12万人が訪れていた。

### 寒ざらしそば
厳冬期に黒い殻をかぶったままのソバの実「玄ソバ」を10日間ほど清流に浸した後に寒風にさらして乾燥させる。このソバの実を製粉して打った蕎麦が寒ざらしそばである。江戸時代には寒ざらしそばは、将軍家への献上品にもなっていた。
冷水に浸すことでソバの持つうまみや甘みが増すとされる。
毎年3月に「寒ざらしそばまつり」が開催される。

### 雪室熟成そば
雪室熟成そばは、山都町に積もった雪を利用した雪室で熟成させた玄ソバを使って夏に打つ蕎麦。
通常、ソバの実を冷蔵庫で貯槽した場合には、乾燥のためソバの実が劣化してしまうが、雪室では雪の水分のため室内の湿度が保たれ、年間を通して収穫時期のソバに近い風味が保たれる。
7月には「雪室熟成そばまつり」が開催される。